# Laurent Baudru
Pour les articles homonymes, voir Baudru.
Laurent Baudru est un médecin et homme politique français né le 10 août 1888 à Perpignan dans les Pyrénées-Orientales et mort le 4 novembre 1962 dans la même ville.

## Biographie

### Jeunesse et Première Guerre Mondiale
Fils de Baptiste Baudru, capitaine au 126e régiment d’infanterie de ligne et de Bonaventure Fontano, Laurent Baudru, naît le 10 août 1888 au 2, rue du Jardin Botanique à Perpignan. Après une scolarité dans sa ville natale, il part poursuivre des études de médecine à Toulouse. 
Pendant la Première Guerre mondiale, il est médecin-auxiliaire dans le 56e bataillon de chasseurs à pied du colonel Driant. Il s'illustre notamment dans la bataille du Bois des Caurès, sur le front de Verdun le 21 février 1916 avant d'être fait prisonnier et envoyé dans plusieurs camps en Allemagne. Rapatrié en octobre 1916, il est ensuite médecin aide-major au 17e corps d'armée pendant le reste des hostilités. Blessé de guerre (gazé en 1918), titulaire de quatre citations à l'ordre de l'Armée, il sera fait Chevalier de la Légion d'honneur le 16 juin 1920. 

### Carrière politique
Militant effacé de la SFIO, proche des idées de Léon Blum, Laurent Baudru est élu au conseil municipal de Perpignan en mai 1935 sur la liste socialiste de Jean Payra. Après le décès de ce dernier, des élections complémentaires sont organisées et Laurent Baudru est élu le 30 juin 1937 à la mairie de Perpignan, par 26 voix contre 7 bulletins blancs sur 33 votants. 
Le conseil municipal, qui possède toujours une majorité de Front populaire poursuit l'œuvre entreprise par Payra mais la situation politique devient de plus en plus houleuse en raison des répercussions locales de la Guerre d'Espagne et des mouvements de population.
En 1938, Laurent Baudru adhère au Comité de solidarité internationale antifasciste qu'organisait le militant Henri Abbadie, conseiller municipal de la ville. Ce comité rassemblait des anarchistes et des pivertistes venus du Comité du Continental Bar qui s'était distingué par ses actions en faveur des révolutionnaires espagnols. 
Cette prise de position fait grincer des dents, notamment chez les communistes qui mettent en garde contre « les anarcho-trotskistes que les Roussillonnais ont déjà condamné car ils étaient liés avec tous les incontrôlés qui, en Catalogne, terrorisaient pillaient et sabotaient la défense républicaine ».

### Pendant la Retirada
En 1939, la mairie de Perpignan s'engage à accueillir les réfugiés qui fuient les troupes franquistes pendant leur offensive en Catalogne. Mais la situation est loin d'être facile, et les critiques sont nombreuses. Dans un entretien accordé au Petit Parisien, le 3 février 1939, le maire explique :

« Perpignan est bien oubliée quand on parle des efforts généreux qui ont permis de ravitailler les malheureux réfugiés et qui permettent encore aujourd'hui de porter de la nourriture jusqu'à la Junquera. Certes, l'administration préfectorale a fait tout son devoir et ce n'est pas moi qui élèverai la moindre critique à son égard. Mais pourquoi ne pas dire que, si c'est elle qui assure le transport et la distribution, c'est nous, municipalité, qui préparons les vivres? 
Toutes les boulangeries de la ville ont été réquisitionnées et fonctionnent nuit et jour, sans arrêt. Nos fourneaux communaux s'emploient à la confection de plats chauds, qui sont transportés dans des marmites norvégiennes. Pour la seule journée d'hier, nous avons fait cuire 1.500 kilos de légumes secs et de pâtes et des centaines de portions de saucisses. 
Nous ravitaillons non seulement les fugitifs qui se pressent à la frontière, mais les réfugiés qui résident à Perpignan et qui sont plusieurs milliers, en dépit des affirmations selon lesquelles Perpignan n'aurait pas de réfugiés -  et je ne compte pas les clandestins ! -  Nous nourrissons les hommes abrités aux haras, ils sont tout près de deux mille. A l'hôpital, installé dans l'école Saint-Louis et que nous avons aménagé le mieux possible, avec la lumière électrique et la fourniture de bonnes paillasses, nous hébergeons et soignons plusieurs centaines de blessés. A l'ancien hôpital militaire, nous avons accueilli 1.800 personnes et 700 enfants. On nous en annonce mille encore pour demain. »

### Éviction à la suite de la défaite
En octobre 1940, Laurent Baudru doit gérer les conséquences des terribles inondations qui ont frappé la ville. Dans les circonstances difficiles de la défaite, il prend une série de mesures d'urgence et publie une petite plaquette de 7 pages, s'appuyant sur les recherches de M. Lavail, directeur des services municipaux de voirie, intitulée Les Inondations en Roussillon depuis le VIIIe siècle. 
Le 1er décembre 1940, la municipalité socialiste est dissoute et remplacée par une délégation vichyste dirigée par Antoine Castillon. De nombreux employés de la mairie, des fonctionnaires de la préfecture et de l'enseignement sont révoqués.
Laurent Baudru restera en retrait durant toute la Seconde Guerre mondiale, ne participant à aucune action de résistance, ce qui peut expliquer son absence de la scène politique à la Libération.

### Activités ultérieures et mort
S'étant détaché de la SFIO, il tentera sans succès, un retour politique aux élections du Conseil Général d'octobre 1951, où il se présente dans le canton Perpignan-Est sous l'étiquette "socialiste indépendant". 
Laurent Baudru poursuit ses activités de médecin et devient vice-président de la commission administrative des Hospices et président du Comité consultatif du centre départemental de la transfusion sanguine, en 1950 dont il a participé activement à la création. 
Le docteur Baudru meurt brutalement d'une crise cardiaque le 4 novembre 1962, à la salle Arago de la mairie de Perpignan, lors d'une cérémonie organisée en l'honneur des donneurs de sang bénévoles à laquelle il participait. Il est enterré au cimetière Saint-Martin de Perpignan.

## Sources
André Balent, « Baudru (Laurent) », dans Nouveau Dictionnaire de biographies roussillonnaises 1789-2011, vol. 1 Pouvoirs et société, t. 1 (A-L), Perpignan, Publications de l'olivier, 2011, 699 p. (ISBN 9782908866414)